# Peritropis nigeriae
Peritropis nigeriae – gatunek pluskwiaka z rodziny tasznikowatych i podrodziny Cylapinae.
Gatunek ten opisany został w 2003 roku przez Jacka Gorczycę. Znany jest z pojedynczego samca, odłowionego w rejonie Katsina Ala, w nigeryjskim stanie Benue.
Pluskwiak o wydłużonym ciele długości 3 mm, porośniętym delikatnymi, jasnymi szczecinkami. Głowa jest brązowa z czerwono podbarwionymi ciemieniem i bukulami. Czułki są prawie całkiem jasnopomarańczowe; tylko pierwszy człon jest częściowo biały i z czerwonym pierścieniem. Przedplecze jest brązowe z jasnym marmurkowaniem, a tarczka ciemnobrązowa z jasnym wierzchołkiem. Półpokrywy mają wstawkę brązową z jasnymi łatkami, międzykrywkę ciemnobrązową z jasnymi znakami, przykrywkę brązową z jasnymi łatkami i dwoma dużymi łatami ciemnobrązowymi, klinik ciemnobrązowy z białymi końcami, a zakrywkę ciemnoszarą. Spód ciała jest kasztanowy, miejscami czerwony i biały. Aparat kopulacyjny cechują drobne wyrostki boczne na paramerze prawej i mały, zakrzywiony wyrostek wierzchołkowy na paramerze lewej.